# Капу-Дялулуй (Алба)
Капу-Дялулуй (рум. Capu Dealului) — деревня, расположенная в жудеце Алба в Румынии. Входит в состав коммуны Ченаде.

## География
Деревня расположена в 244 км к юго-западу от Бухареста, 34 км к востоку от Алба-Юлии, 83 км к юго-востоку от Клуж-Напока, 131 км к западу от Брашова.

## Население
По данным переписи населения 2002 года в селе проживали 3 человека, все - румыны.